# Rosa-Luxemburg-Platz (Berlins tunnelbana)
Rosa-Luxemburg-Platz är en tunnelbanestation på linje U2 i den östra delen av centrala Berlin, i stadsdelen Mitte, uppkallat efter revolutionären Rosa Luxemburg. Stationen började trafikeras 1913 då sträckan Alexanderplatz-Nordring (idag Schönhauser Allee) öppnades under namnet Schönhauser Tor och från 1950 under namnet Luxemburgplatz. Nuvarande namn sedan 1978. Stationen har entré vid Torstrasse och Rosa-Luxemburg-Platz, där Volksbühne samt Kino Babylon finns.
Till skillnad från ett flertal andra stationer i det forna Östberlin (bl.a. dagens Mohrenstrasse och Eberswalder Strasse) har Rosa-Luxemburg-Platz behållit sitt namn efter 1989. Ett namnbyte tillbaka till det ursprungliga Schönhauser Tor var uppe för diskussion men genomfördes aldrig. 

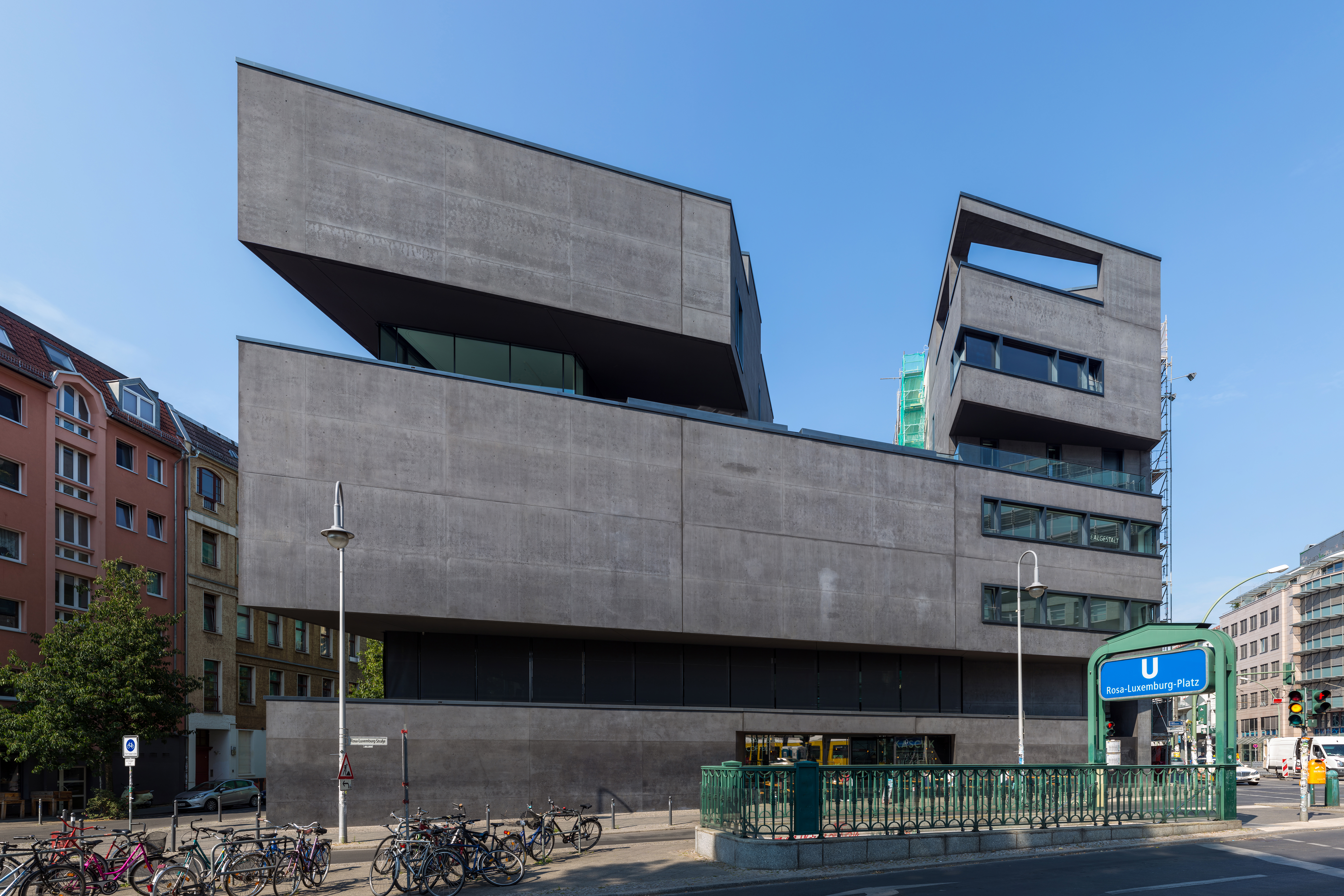
Norra entrén vid Torstrasse.
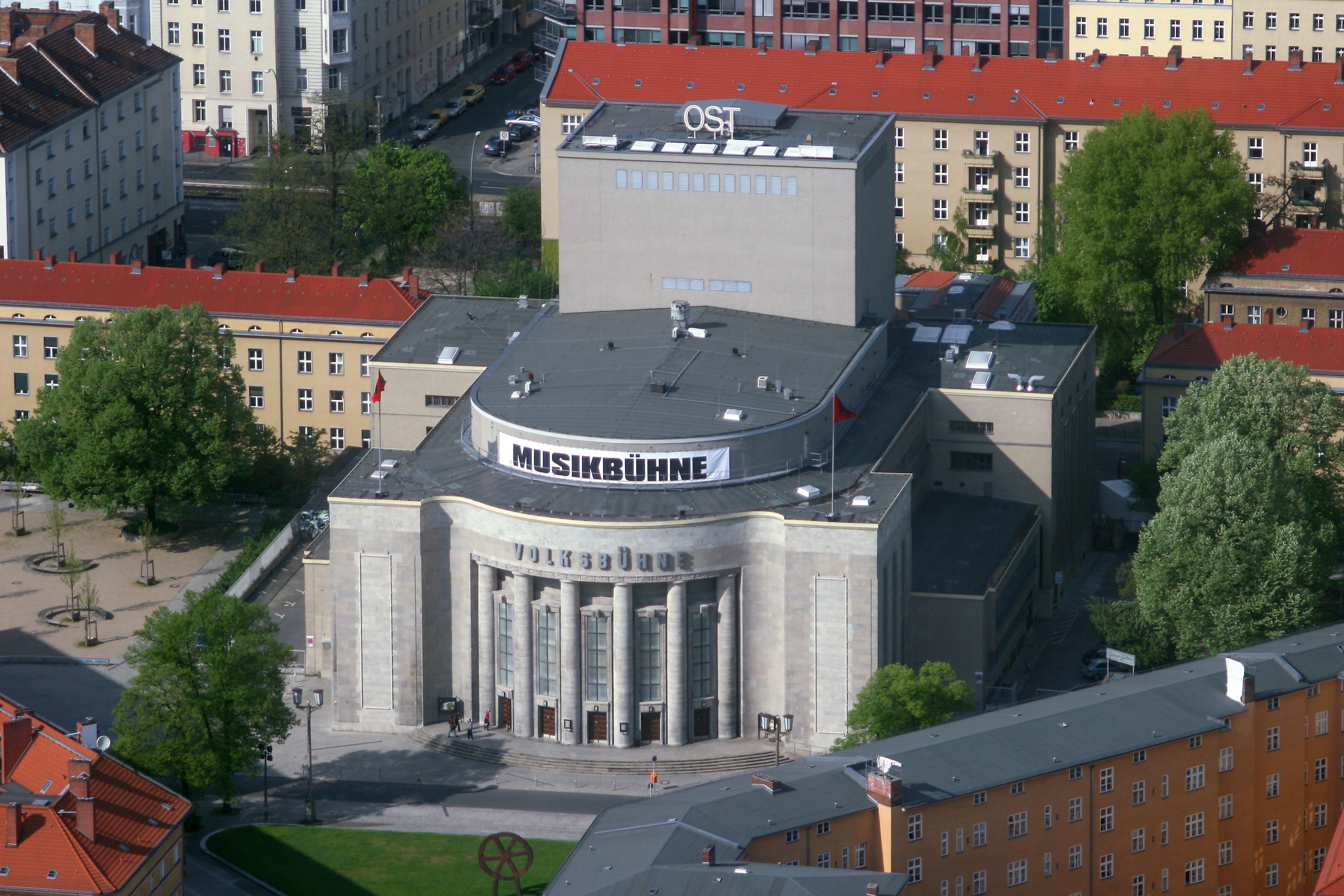
Södra entrén finns vid Rosa-Luxemburg-Platz och Volksbühne.
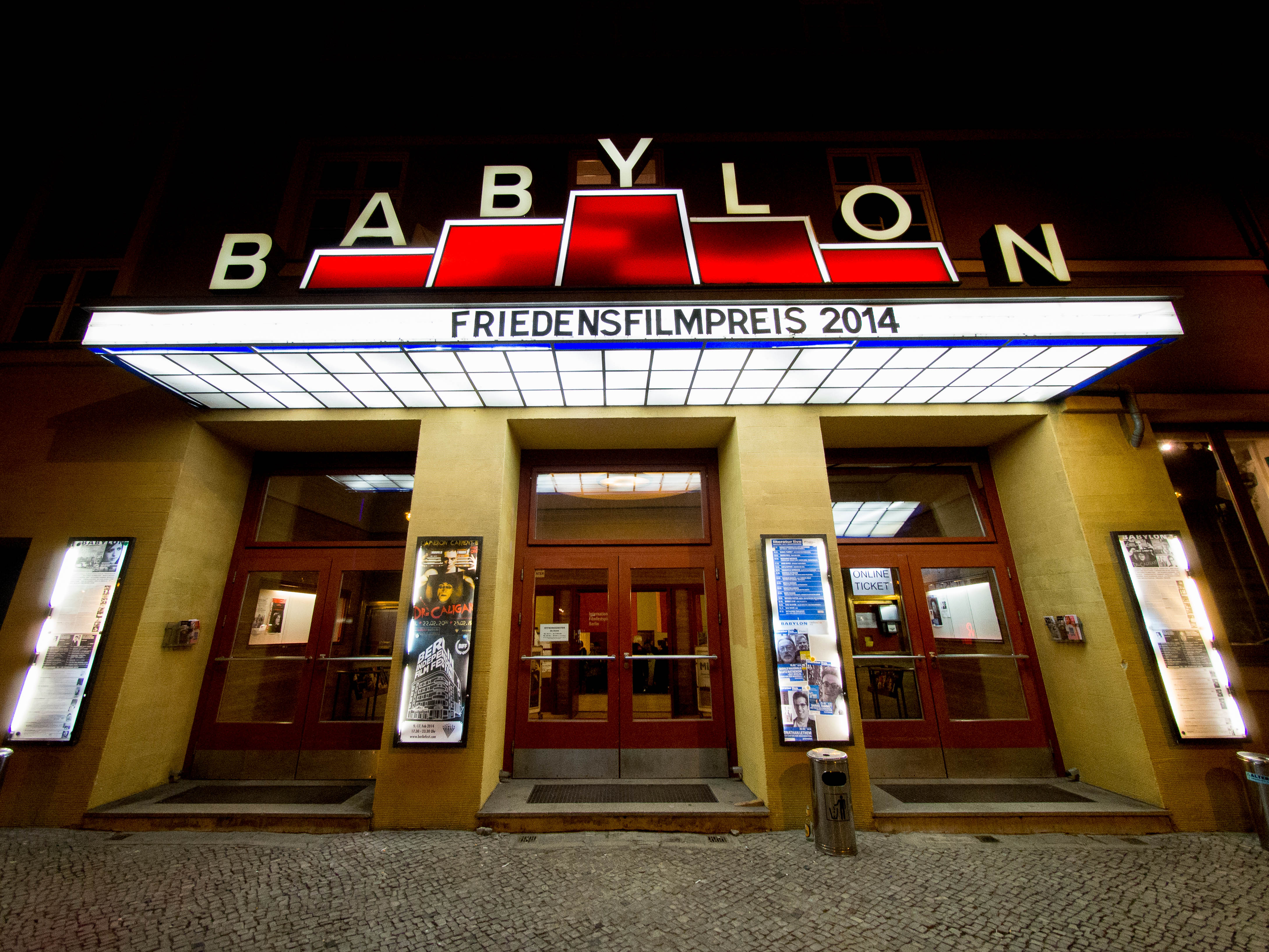
Kända bion Babylon finns i närheten
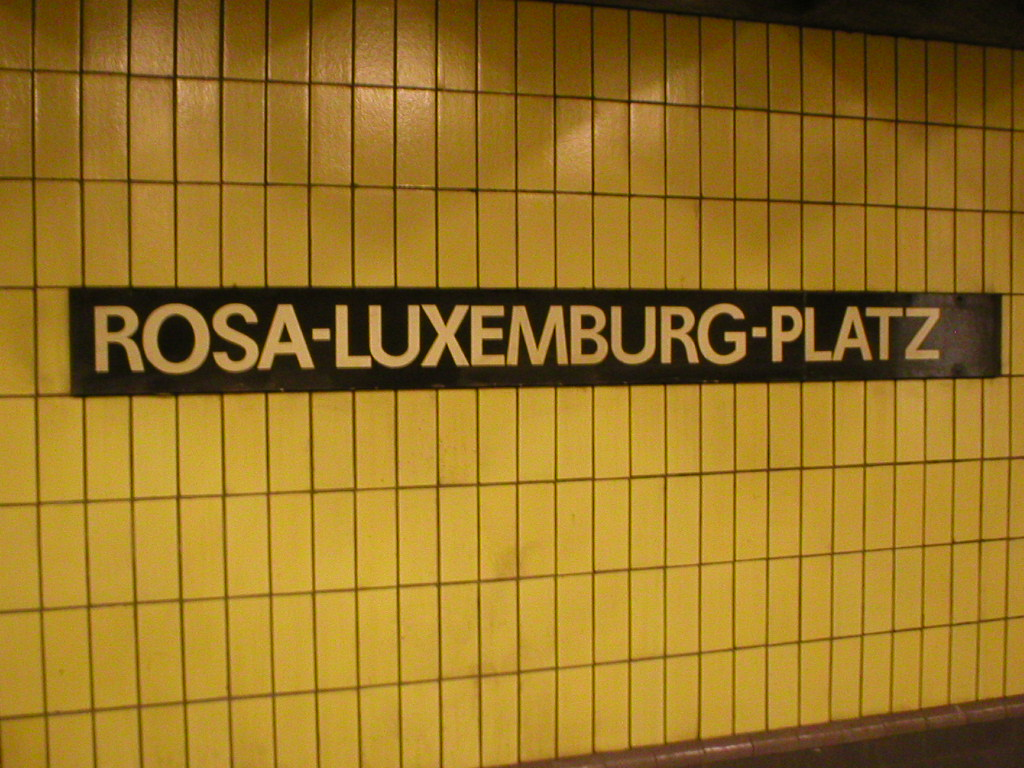
Tunnelbanestationen
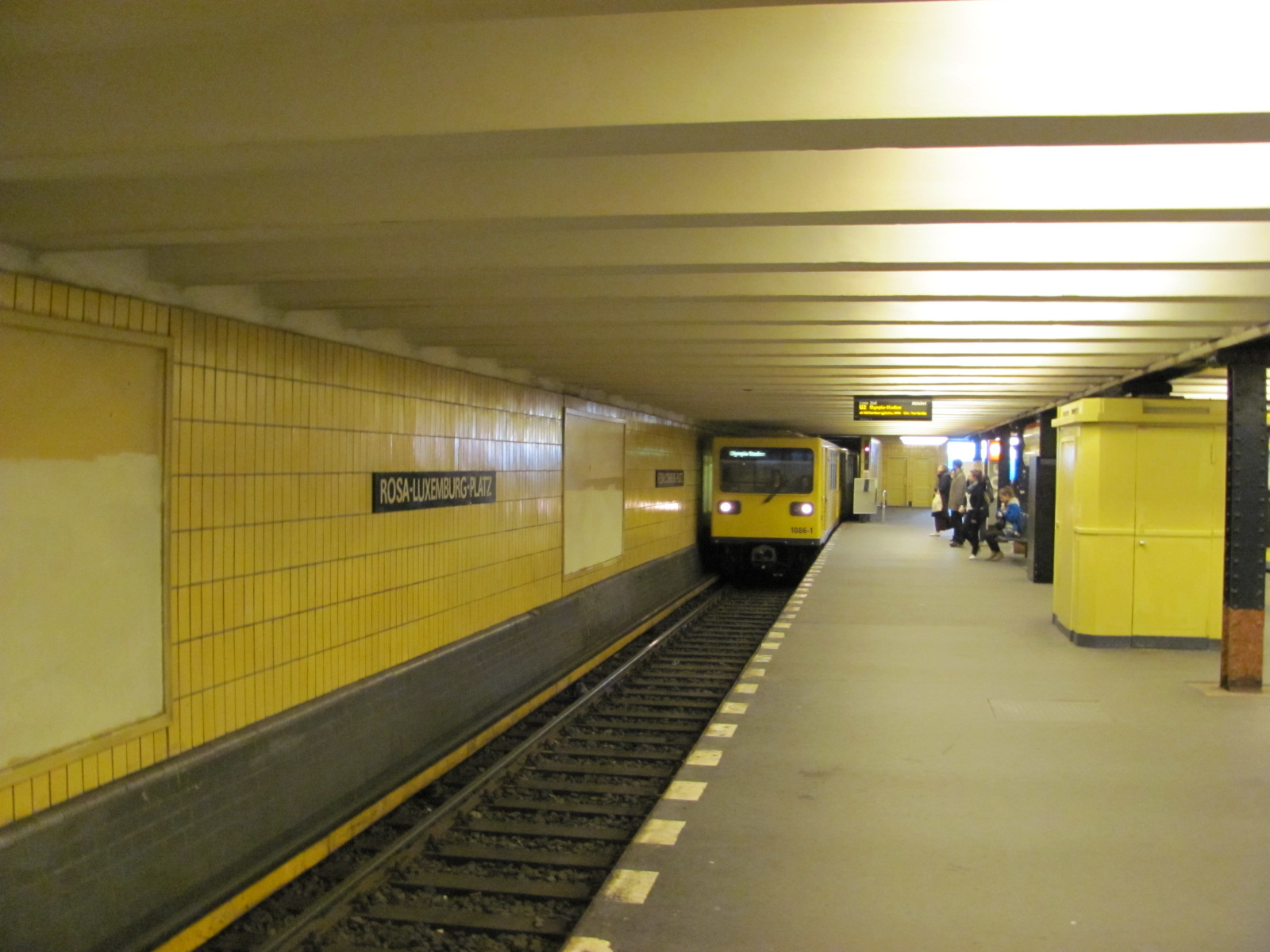
Perrongen
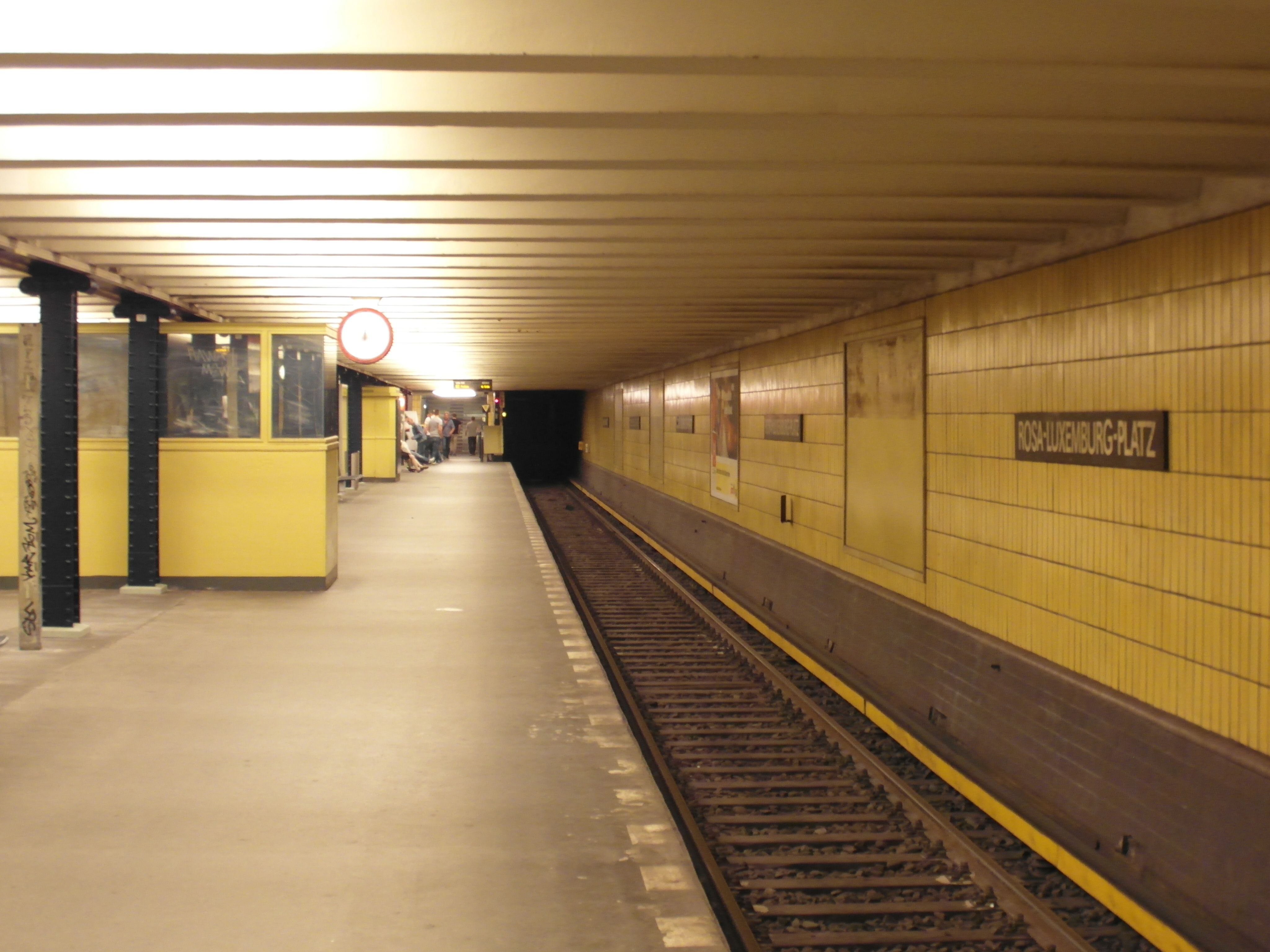